# Chiesa dei Santi Gervasio e Protasio (Montebello della Battaglia)
La chiesa dei Santi Gervasio e Protasio è la parrocchiale di Montebello della Battaglia, in provincia di Pavia e diocesi di Tortona; fa parte del vicariato di Casteggio.

## Storia
La prima citazione d'una cappella a Montebello risale al 1094; la chiesa medievale, appartenente alla diocesi di Piacenza, fu elevata a sede di parrocchia autonoma probabilmente tra il 1568 e il 1573, anno cui risale la visita pastorale del vescovo Paolo Burali d'Arezzo, che fu il primo ad annotarla in una lista di parrocchie visitate. 
Agli inizi del Seicento all'interno della parrocchia fu istituita la confraternita del Santissimo Sacramento, come si apprende dal resoconto della visita pastorale del vescovo Alessandro Scappi del 1628, anno in cui il numero di fedeli ammontava a 900.
Verso il 1668 il luogo di culto fu quasi interamente abbattuto, mantenendo soltanto la base della torre campanaria; sulle fondazioni dell'antico tempio fu eretto, su progetto dell'architetto Domenico Taddei, un nuovo edificio barocco, che fu completato nelle strutture e negli interni nel 1671; la chiesa, arricchita di vetrate nel 1673, fu solennemente consacrata due anni dopo, ma la facciata fu innalzata soltanto nel 1682.
Nel 1761, come testimoniato dai documenti redatti dal vescovo Pietro Cristiani in occasione della sua visita pastorale, la parrocchia, avente come filiali gli oratori di San Vittore, dell'Annunciazione, dell'Immacolata Concezione e di Santa Caterina, era sede di tre confraternite, mentre i fedeli erano 1252.
Il 17 luglio 1817, con la bolla Beati Petri di papa Pio VII, la chiesa fu aggregata alla ricostituita diocesi di Tortona. Nei decenni seguenti, il numero di abitanti della parrocchia prepositurale dei Santi Gervasio e Protasio salì a 1498 nel 1834 e a 2134 nel 1891, come indicato rispettivamente nei resoconti delle visite pastorali dei vescovi Giovanni Negri e Igino Bandi.
Nel 1912 la facciata seicentesca fu ricostruita; sempre in quel secolo il vicariato di Montebello venne soppresso e aggregato a quello di Casteggio.

## Descrizione

### Esterno
La facciata a salienti della chiesa, rivolta a settentrione, è suddivisa da una cornice marcapiano in due registri, entrambi scanditi da lesene; quello inferiore, più largo, presenta centralmente il portale d'ingresso timpanato e quattro nicchie ospitanti le statue dei Quattro Evangelisti, mentre quello superiore, affiancato da due volute, è caratterizzato da una finestra e da altre due nicchie con le statue dei Santi Gervasio e Protasio e coronato dal frontone.
Annesso alla parrocchiale è il campanile a base quadrata, la cui cella presenta su ogni lato una monofora ed è coperta dal tetto a quattro falde.

### Interno
L'interno dell'edificio si compone di un'unica navata, che consta di tre campate, sulla quale si affacciano le cappelle laterali e le cui pareti sono scandite da lesene sorreggenti la trabeazione modanata e aggettante sopra la quale si impostano le volte a botte e a crociera alternate; al termine dell'aula si sviluppa il presbiterio, rialzato di alcuni gradini e chiuso dall'abside semicircolare, nella quale è alloggiato il coro risalente alla fine del XVII secolo.